# Sporoctomorpha magnoliae
Sporoctomorpha magnoliae — вид грибів, що належить до монотипового роду Sporoctomorpha.